# 동원F&B
주식회사 동원F&B는 대한민국의 종합식품 회사이다. 주력 상품은 동원참치, 양반김, 동원샘물, 덴마크우유, 쿨피스, 리챔 등이 있다.

## 제품
- 참치캔
- 수산캔
- 냉동제품
- 냉장
- 조미김
- 음료
- 샘물
- 유제품

## 역사
- 1969.04 동원산업주식회사 설립
- 2000.11 (주)동원F&B, 분할 창립
- 2000.11 동원식품 연천공장 인수-샘물 생산
- 2002.07 중국 청도동원 F&B식품유한공사 설립(참치캔 생산)
- 2002.12 동일냉동식품 흡수 합병
- 2003.05 일본 동경사무소 개설
- 2003.06 ERP(Enterprise Resource Planning) 구축 완료
- 2004.02 중국 ORG社와 판매망 제휴 - 중국 참치캔사업 강화
- 2004.03 <2004 동원컵 전국유소년 축구리그> 개최 - 대한축구협회 공동 주최
- 2004.12 이천시, 이천쌀밥(가칭) 생산, 판매사업을 위한 양해각서 MOU 체결
- 2004.12 거래처 윤리약정서 체결
- 2005.01 해일 피해를 입은 남아시아를 위한 성금 지원
- 2005.02 사내금연운동 시행 통보 임직원의 실질 흡연율 Zero 달성 추진
- 2005.07 식품연구소, KOLAS(국제공인시험기관)인증 - 산업자원부
- 2006.07 제 2도약을 위한 전사 경영혁신 선포식(Growth 2U)
- 2006.09 식품과학연구원, 제품이력관리시스템(PHMS) 도입
- 2006.11 유기농 전문 매장'디어라이프' 5호점 오픈: 부천 GS 스퀘어
- 2007.01 <동원참치 제 3의 성장>을 위한 가치혁신 출정식 실시
- 2007.02 조미식품 전문회사 삼조쎌텍 ,티에스큐(TSQ) 인수
- 2014.03 유제품제조회사인 동원데어리푸드를 합병
- 2018.04 대승음료 먹는샘물 제조시설 인수
- 2019.04 동원그룹 창립 50주년
- 2020.09 동원참치 누적 판매량 65억캔 돌파
- 2025.06 동원산업의 완전자회사 편입을 위한 주주총회 개최[3]
- 2025.07 상장폐지[2][3][5]